# Semën Isaakovič Kirsanov
Semën Isaakovič Kirsanov (Odessa, 18 settembre 1906 – Mosca, 10 dicembre 1972) è stato un poeta russo.
Esordì nel 1925 sulle tracce del LEF e di Vladimir Vladimirovič Majakovskij, cercando di trovare il peculiare linguaggio dell'età industriale. Dopo l'opera Prove (1927), si piegò a un linguaggio più semplice, senza abbandonare però l'originalità (Zoluška, 1934).